# Polsat Sport 2
Polsat Sport 2 (do 26 kwietnia 2024 jako Polsat Sport Extra) – polska stacja telewizyjna o profilu sportowym, należąca do grupy Polsat (drugi – po Polsacie Sport 1 – kanał sportowy tej stacji), która nadawanie sygnału rozpoczęła 15 października 2005.

## Historia
Jej powstanie ściśle wiąże się z faktem zakupu przez Polsat praw transmisyjnych do kilku piłkarskich lig europejskich – do prezentowania których nie wystarczał tylko jeden kanał – oraz piłkarskich mistrzostw świata 2006 w Niemczech. 17 września 2009 wystartował Polsat Futbol i był dostępny w pakiecie sportowym za dodatkową opłatą a Polsat Sport Extra jest w pakiecie familijnym bez dodatkowych opłat. Polsat Futbol zakończył nadawanie 1 czerwca 2012 roku o północy. Tego samego dnia rozpoczęto nadawanie Polsatu Sport Extra w jakości HD. 10 czerwca 2016 Polsat Sport Extra i jego wersja kanału w wysokiej rozdzielczości zmieniły logo w standardzie do obecnego loga głównego nadawcy. 30 sierpnia pojawił się dubel wersji SD kanału, co sugeruje wyłączenie tego kanału z satelity (SDTV), co potwierdzają nieoficjalne informacje SATKuriera.
26 kwietnia 2024 roku kanał zmienił nazwę na Polsat Sport 2.

## Nadawane programy

### Obecnie

#### Piłka siatkowa
- Mistrzostwa Świata Mężczyzn
- Mistrzostwa Świata Kobiet
- eliminacje do Mistrzostw Świata
- eliminacje do Mistrzostw Świata
- Mistrzostwa Europy Kobiet
- Mistrzostwa Europy Mężczyzn
- Liga Światowa
- World Grand Prix Kobiet
- Puchar Świata
- Klubowe Mistrzostwa Świata Mężczyzn
- Klubowe Mistrzostwa Świata Kobiet
- PlusLiga
- Liga Siatkówki Kobiet
- Puchar Polski Mężczyzn
- Puchar Polski Kobiet
- Liga Mistrzyń siatkarek
- Puchar CEV siatkarzy
- Puchar CEV siatkarek
- Puchar Challenge siatkarzy
- Puchar Challenge siatkarek
- mecze towarzyskie Reprezentacji Polski Mężczyzn
- mecze towarzyskie Reprezentacji Polski Kobiet
- turnieje towarzyskkie
- mecze towarzyskie

#### Siatkówka plażowa
- World Tour
- ORLEN Beach Ball Tour

#### Piłka nożna
- Eliminacje do Mistrzostw Europy 2020
- Eliminacje do Mistrzostw Świata 2018
- Eliminacje do Mistrzostw Europy 2016
- Eliminacje do Mistrzostw Europy U-19
- Eliminacje do Mistrzostw Europy U-21
- Fortuna Puchar Polski
- Fortuna I liga
- Liga Mistrzów piłkarzy
- wszystkie mecze Reprezentacji Polski
- Eredivisie
- Fortuna:Liga
- Major League Soccer
- Scottish Premiership
- Coupe de France
- turnieje towarzyskie
- mecze towarzyskie

#### Piłka nożna plażowa
- Puchar Interkontynentalny
- Euro Beach Soccer
- Klubowe Mistrzostwa Świata

#### Koszykówka
- Tauron Basket Liga
- Intermarché Basket Cup
- Superpuchar Polski
- Mecz Gwiazd Polskiej Ligi Koszykówki
- wszystkie mecze Reprezentacji Polski w koszykówce
- Mistrzostwa Europy w koszykówce mężczyzn
- turnieje towarzyskie
- mecze towarzyskie

#### Kolarstwo
- Mistrzostwa Świata w kolarstwie torowym
- Mistrzostwa Świata w kolarstwie szosowym
- Mistrzostwa Świata w kolarstwie górskim
- Mistrzostwa świata w kolarstwie przełajowym
- Mistrzostwa Świata w kolarstwie BMX
- Tour de Romandie
- Tour de Suisse
- Tour des Flandres

#### Boks
- gale bokserskie z udziałem polskich bokserów
- Wojak Boxing Night
- Polsat Boxing Night
- Polski Boks Amatorski
- walki organizowane przez grupę KnockOut Promotions
- walki organizowane przez grupę Sauerland Event
- walki organizowane przez telewizję HBO
- walki organizowane przez grupę Uniwersum
- walki organizowane przez grupę Top Rank

#### MMA
- KSW
- Fight Exlusive Night

#### Sporty motorowodne
- F1 Powerboat Racing

#### Golf
- The Open Championship

#### Tenis
- Wimbledon
- ATP World Tour Masters 1000
- ATP World Tour 500
- ATP World Tour Finals

#### Piłka ręczna
- Puchar Polski Mężczyzn
- Puchar Polski Kobiet
- mecze towarzyskie Reprezentacji Polski
- mecze towarzyskie Reprezentacji Polski Kobiet
- turnieje towarzyskie
- mecze towarzyskie

#### Igrzyska Olimpijskie
- World Games 2017
- igrzyska europejskie 2019

#### Rugby
- Puchar Świata
- Eliminacje do Pucharu Świata
- Puchar Narodów Europy
- Eliminacje do Pucharu Narodów Europy
- wszystkie mecze Reprezentacji Polski
- Ekstraliga
- turnieje towarzyskie
- mecze towarzyskie

#### Lekkoatletyka
- Diamentowa Liga

#### Sporty zimowe
- Puchar Świata w biathlonie
- Mistrzostwa świata w biathlonie
- Mistrzostwa świata w snowboardzie
- Mistrzostwa świata w narciarstwie dowolnym
- Mistrzostwa Europy w biathlonie
- Snowboard Burton European Open
- Snowboard U.S Grand Prix

#### Sporty motorowe
- Porsche Supercup (wyścigi)
- Rajdowe Mistrzostwa Świata WRC (odcinki specjalne)
- MotoGP (sesje treningowe, kwalifikacje, sesja rozgrzewkowa, wyścigi)
- Moto2 (sesje treningowe, kwalifikacje, sesja rozgrzewkowa, wyścigi)
- Moto3 (sesje treningowe, kwalifikacje, sesja rozgrzewkowa, wyścigi)
- Mistrzostwa Świata w Rallycrosie (sesje treningowe, kwalifikacje, sesja rorzgrewkowa, wyścigi)
- Elite League (wyścigi)
- Puchar Fair-Play (wyścigi)

#### Magazyny sportowe
- Sport Flash – kilku minutowy magazyn informacyjny ze świata sportu
- Polska 2016 – magazyn piłki ręcznej
- Puncher – Magazyn sportów walki
- Gala Tygodnika Piłka Nożna – Gala piłki nożnej
- ATP World Tour Uncovered – Magazyn tenisowy
- W Narożniku Polsatu – magazyn bokserski
- Monster Jam – Magazyn monster jam
- Magazyn Koszykarski – magazyn Tauron Basket Liga
- WRC Magazyn – Magazyn rajdowych samochodowych mistrzostw świata
- Kulisy sportu – Wywiady ze znanymi przedstawicielami świata sportu
- KSW – Magazyn zapowiedzi ze świata KSW
- Gwiazdy futbolu – Festiwal ze świata piłki nożnej
- Atleci – Magazyn o lekkiej atletyce
- Cafe futbol – Magazyn piłkarski
- FIFA futbol mundial – Magazyn piłkarski
- Trans world sport – Magazyn sportowy
- Fis – Magazyn sportów zimowych
- European tour weekly – Magazyn golfowy
- Clip – Magazyn humoru ze świata sportu
- KSW News – Magazyn Zapowiedzi ze świata KSW

### W przeszłości
- Formuła 1 (sesje treningowe, kwalifikacje, wyścigi)

## Logo
| Data wprowadzenia    | Opis | Logo                |
| -------------------- | --- | ------------------- |
| 15 października 2005 | W lewym górnym rogu szary napis „POLSAT” jak w logo z lat 2003–2006, pod szarym napisem jeszcze niebieski, stylizowany napis „sport” i obok czerwony znów stylizowany napis „extra”. Z lewej strony czerwona kropka.          |                     |
| 10 czerwca 2016      | Klasyczny biały napis „POLSAT” w błękitnym prostokącie z zaokrągleniem w prawym-górnym rogu. Pod nim granatowy prostokąt z dwoma przeciwlegle zaokrąglonymi rogami z białym napisem „SPORT EXTRA” i błękitną pionową kreską.  |                     |
| 30 sierpnia 2021     | Niebieskie (jasnoniebieskie i niebieskie w wersji gradientowej) paski tworzące kulę, pod nią niebieski napis „polsat sport extra” (w wersji gradientowej napis „polsat sport” jest niebieski, a „extra” jest jasnoniebieski). |                     |
| 26 kwietnia 2024     | Logo jest identyczne do tego obowiązującego w okresie od 30 sierpnia 2021 do 26 kwietnia 2024, lecz zmianie uległ napis pod logiem – „polsat sport 2” (w wersji gradientowej obydwa napisy są niebieskie).                    | Polsat Sport 2 2024 |